# Gouzon
Gouzon är en kommun i departementet Creuse i regionen Nouvelle-Aquitaine i de centrala delarna av Frankrike. Kommunen ligger i kantonen Jarnages som tillhör arrondissementet Guéret. År 2022 hade Gouzon 1 565 invånare.

## Befolkningsutveckling
Antalet invånare i kommunen Gouzon
Referens:INSEE